# 1817
1817 (MDCCCXVII) a fost un an obișnuit al calendarului gregorian, care a început într-o zi de miercuri.

## Evenimente
- 10 decembrie: Mississippi devine cel de-al douăzecilea stat al Statelor Unite ale Americii. Simultan, Teritoriul Mississippi, entitate administrativă pre-statală a statului omonim este oficial dezmembrat.

### Nedatate
- 1817-1818, 1835-1842, 1855-1858. Războaiele seminole. Trei conflicte între SUA și indienii seminole din Florida.
- 1817-1864. Războiului din Caucaz (1817-1 februarie 1864).
- Deschiderea oficială a muzeului Național Brukenthal din Sibiu, cel mai vechi muzeu din țară.
- La Chișinău este înființată Duma orășenească (viitoarea primărie a municipiului Chișinău). Cel dintâi primar al Chișinăului a fost căpitanul Anghel Nour (până în 1821).
- Maladia Parkinson. Este descrisă pentru prima dată de medicul englez James Parkinson.

## Arte, știință, literatură și filozofie
- Johann Arfvedson descoperă litiul
- Sir Walter Scott scrie romanul Rob Roy

## Nașteri
- 1 ianuarie: Vasile Adamachi, prefect, senator, filantrop și om de știință român (d. 1892)
- 15 februarie: Charles-François Daubigny, pictor francez (d. 1878)
- 19 februarie: Regele William al III-lea al Olandei (d. 1890)
- 22 februarie: Carl Wilhelm Borchardt, matematician german (d. 1880)
- 2 martie: János Arany, poet maghiar (d. 1882)
- 6 martie: Clementine de Orléans, fiica regelui Ludovic-Filip al Franței (d. 1907)
- 15 mai: Debendranath Tagore, filosof indian (d. 1905)
- 30 iunie: Joseph Dalton Hooker, botanist și explorator englez (d. 1911)
- 12 iulie: Henry David Thoreau, filosof american (d. 1862)
- 24 iulie: Adolf, Mare Duce de Luxemburg (d. 1905)
- 29 iulie: Ivan Aivazovski, pictor rus (d. 1900)
- 3 august: Arhiducele Albert, Duce de Teschen (d. 1895)
- 6 septembrie: Mihail Kogălniceanu, istoric, scriitor, publicist și om politic, prim-ministru al Principatelor Române (d. 1891)
- 7 septembrie: Louise de Hesse-Kassel, soția regelui Christian al IX-lea al Danemarcei (d. 1898)
- 23 octombrie: Pierre Larousse, publicist, lexicograf și enciclopedist francez (Le Petit Larousse), (d. 1875)
- 26 noiembrie: Charles Adolphe Wurtz, chimist francez (d. 1884)
- 30 noiembrie: Theodor Mommsen, istoric și jurist german, laureat al Premiului Nobel (d. 1903)
- 2 decembrie Georg Daniel Teutsch, episcop evanghelic sas din Ardeal (d. 1893)

## Decese
- 29 ianuarie: George Spencer, Duce de Marlborough, 78 ani (n. 1739)
- 4 aprilie: André Masséna, 49 ani, general și mareșal francez (n. 1758)
- 12 aprilie: Charles Messier, 86 ani, astronom francez (n. 1730)
- 30 iunie: Abraham Gottlob Werner, 67 ani, geolog german (n. 1749)
- 14 iulie: Madame de Staël (n. Anne-Louise Germaine Necker), 51 ani, scriitoare elvețiană de limbă franceză (n. 1766)
- 18 iulie: Jane Austen, 41 ani, scriitoare engleză (n. 1775)
- 9 august: Leopold al III-lea, Duce de Anhalt-Dessau (n. Leopold Friedrich Franz), 76 ani (n. 1740)
- 14 septembrie: Prințesa Hermine de Anhalt-Bernburg-Schaumburg-Hoym (n. Hermine Amalie Marie), 19 ani, arhiducesă de Austria (n. 1797)
- 20 septembrie: Ducele Louis de Württemberg (n. Ludwig Friedrich Alexander), 61 ani (n. 1756)
- 6 noiembrie: Prințesa Charlotte Augusta de Wales, 21 ani (n. 1796)
- 11 decembrie: Maria Walewska, 31 ani, contesă de Ornano, iubita lui Napoleon I (n. 1786)